# San Venanzo
San Venanzo est une commune italienne de la province de Terni, dans la région Ombrie.

## Administration
| Période                                  | Période | Identité | Étiquette | Qualité |
| ---------------------------------------- | ------- | -------- | --------- | ------- |
|                                          |         |          |           |         |
| Les données manquantes sont à compléter. |         |          |           |         |

### Hameaux
Ospedaletto, San Marino, Pornello, San Vito, Poggio Aquilone, Civitella dei Conti, Collelungo, Rotecastello, Ripalvella.

### Communes limitrophes
Ficulle, Fratta Todina, Marsciano, Monte Castello di Vibio, Montegabbione, Orvieto, Parrano, Piegaro, Todi.